# Gymnasium Pfarrkirchen
Das Gymnasium Pfarrkirchen (GymPan) ist eines von drei Gymnasien im Landkreis Rottal-Inn.

## Geschichte
Erster Vorläufer des Gymnasiums war die im Juni 1871 eingerichtete landwirtschaftliche Winterschule, die mit vier Schülern begann und 1899 die offizielle Bezeichnung „Königliche Landwirtschaftliche Winterschule“ erhielt. Bereits im darauffolgenden Jahr genehmigte die Regierung von Niederbayern eine 5-klassige Landwirtschaftsschule, die damit nach Lichtenhof die zweite ihrer Art darstellte. Als Schulleiter wurde Joseph Ahr von der Kreisackerbauschule Triesdorf berufen und als Schulräume dienten Räume im Neuen Rathaus.
Bis 1906 errichtete die Stadt Pfarrkirchen an der Arnstorfer Straße ein eigenes Gebäude für die Landwirtschaftsschule mit angeschlossenem Pensionatsbau, der Ende 1907 bezogen werden konnte und bereits anfangs 100 Schüler aufnahm.
Der Abschluss berechtigte seit 1903 die Schüler an die Königliche Akademie für Landwirtschaft und Brauerei in Weihenstephan zu wechseln. Bis etwa 1920 nahm die Schülerzahl auf 200 Schüler zu und der Einzugsbereich der Schule dehnte sich auf ganz Südbayern und Oberösterreich aus.
1910 übernahm Alfred Alzheimer, der Bruder des Mediziners Alois Alzheimer, die Leitung der Schule. Er forderte von Anfang an die Einführung einer 6. Klasse, um die Schule den bayerischen Realschulen gleichzustellen. Zum Schuljahr 1926/27 wurde diese eingeführt, doch dies und die allgemeine Wirtschaftskrise der Weimarer Republik führten zum Absinken der Schülerzahlen an der Schule und im Pensionat auf etwa 100 Schüler. Der Kreistag von Niederbayern war nicht mehr in der Lage die Mittel aufzubringen, so dass das Bayerische Kultusministerium zustimmte, die Schule aufzulösen. Die Stadt Pfarrkirchen übernahm die Schule und führte sie unter der Bezeichnung „Städtische Realschule mit landwirtschaftlicher und Handelsabteilung nebst Lateinklassen“ weiter, nachdem ein Wirtschaftszweig und drei Lateinklassen eingerichtet wurden. Der Besuch der Lateinklassen berechtigte fortan zum Übertritt an ein humanistisches Gymnasium.
Ab 1938 übernahm der bayerische Staat die Städtische Realschule und führte die Aufbauschule ein, die direkt zur Hochschulreife führte. Mit dem Ende des Schuljahres 1942/43 ließ man die Klassen der Real- und Landwirtschaftsschule auslaufen, was das Ende beider Schulen bedeutete. Im selben Jahr gab es eine erneute Änderung, da mit Ministerialbeschluss vom 2. März 1941 die Aufbauschule wieder abzubauen und gleichzeitig eine achtklassige Oberschule zu bilden war. Die amtliche Bezeichnung lautete nun „Deutsches Schulheim – Oberschule für Jungen“.
1946 konnte die Schule als „Oberrealschule“ wieder eröffnet werden, wobei der bisher als Religionslehrer tätige, spätere Passauer Domkapitular Joseph Huber die kommissarische Leitung der Schule übernahm. Da das Schulgebäude bis 1946 von einem Lazarett, dann von der Internationalen Flüchtlingsorganisation (IRO) belegt war, mussten die 566 Schüler zum Schuljahr 1948/49 in den Räumen der Knabenschule, in Gasthöfen und anderen Gebäuden unterrichtet werden. Zum 22. April 1949 wurde schließlich das Gebäude an der Arnstorfer Straße wieder an die Schule übergeben und konnte nach umfassenden Sanierungsarbeiten wieder in Betrieb genommen werden.
Mit den Änderungen im bayerischen Schulwesen 1965 erfolgte die Umbenennung aller neunklassigen Schulen in Gymnasium, so dass das Pfarrkirchner Gymnasium sich nunmehr „Gymnasium Pfarrkirchen mit Staatlichem Schülerheim – Mathematisch-naturwissenschaftliches, humanistisches und neusprachliches Gymnasium“ nannte. Gleichzeitig wurde ein neusprachlicher Zweig mit Latein als Anfangssprache eingeführt.
1987 wurde der Förderverein  mit dem Ziel der ideellen und materiellen Unterstützung des Gymnasiums Pfarrkirchen gegründet.
Im Juli 2004 wurde Peter Brendel, der stellvertretende Pressesprecher der bayerischen Kultusministerin Monika Hohlmeier von ihr zum Direktor des Gymnasiums befördert. Ein unterlegener Bewerber klagte dagegen vor dem Verwaltungsgericht Regensburg und bekam Recht. Nach einem erneuten Auswahlverfahren hatte das Ministerium die Berufung Brendels bestätigt, wogegen der Kläger erneut Widerspruch einlegte, den er aber nach Akteneinsicht zurückzog.
Seit 2021 ist Andreas Rohbogner Schulleiter am Gymnasium Pfarrkirchen, nachdem Peter Brendel ans Ministerium berufen wurde.

## Schülerheim/Internat
Schon zu Zeiten der Landwirtschaftsschule wurde fast mit Einrichtung derselben 1907 ein Pensionat eingerichtet, das einen Großteil der Schüler aufnahm. Mit der Übernahme der Landwirtschaftsschule durch die Stadt Pfarrkirchen am 1. September 1931 wurde es „Städtisches Schülerheim“. In der folgenden Zeit des Nationalsozialismus gab es einige Veränderungen im Schülerheim: 1938 wurde es in „Deutsches Schulheim“ umbenannt und die bisherige geistliche Leitung abgesetzt. Alle Schüler mussten Mitglieder der Hitlerjugend werden und wurden zu kriegsbedingten Mobilmachungs- und Ernteeinsätzen herangezogen.
1945 wurde Schul- und Heimgebäude durch ein Lazarett belegt und das Schülerheim damit geschlossen. Erst im September 1949 konnte es nun als „Staatliches Schülerheim“ wieder in Betrieb genommen werden. Mit dem Neubau des Internats 1965 kamen ein Trakt für Mädchen, ein Wirtschaftsgebäude, Werkstätten und andere Räume hinzu.
Als Staatliches Internat Pfarrkirchen steht es nicht nur Gymnasiasten offen und strebt nach eigenen Angaben eine „familiäre Atmosphäre“ an.

## Unternehmergymnasium Bayern
Als einziges seiner Art in ganz Deutschland wurde am Gymnasium Pfarrkirchen 2006 das Unternehmergymnasium geschaffen. Jährlich gehen ab der zehnten Klasse 30 bis 40 Schüler in zusätzlichen Unterricht. Gelehrt werden Inhalte zur erfolgreichen Unternehmensgründung und -führung wie Finanzierung, Buchhaltung und Marketing. Jeder Schüler hat dabei einen Paten aus der lokalen Wirtschaft. Schirmherr ist der Unternehmensgründer Hans Lindner von der Lindner Group.
Am 21. März 2007 wurde das Unternehmergymnasium im Rahmen des Wettbewerbs „365 Orte im Land der Ideen“ von der Initiative „Deutschland – Land der Ideen“ prämiert.

## Schülerzeitung
Am Gymnasium Pfarrkirchen wurde im Schuljahr 1958/59 Bayerns erste Schülerzeitung „Der Rottfischer“ unter der Leitung von Franz Handlos herausgegeben.

## Ehemalige Schüler
- Franz Xaver Eder (1925–2013), Bischof von Passau
- Christian Grimm (* 1949), Jurist und Schriftsteller
- Franz Handlos (1939–2013), Politiker, bayerischer Landtagsabgeordneter
- Georg Paul Hefty (* 1947), Redakteur der FAZ
- Benno Hubensteiner (1924–1985), Historiker
- Ludwig Meyer (1925–1991), bayerischer Landtagsabgeordneter und Landrat des Landkreises Landshut
- Manfred Treml (* 1943), Historiker
- Andreas Artur Reichelt (* 1977), Schriftsteller